# David Cesarani
David Cesarani, officier de l'Ordre de l'Empire britannique, né le 13 novembre 1956 et décédé le 25 octobre 2015, est un historien britannique spécialisé dans l'histoire juive, en particulier l'Holocauste. Il a également écrit plusieurs biographies, dont Arthur Koestler : The Homeless Mind (1998).

## Enfance et éducation
Cesarani est né à Londres, il est le fils d'Henry Cesarini et de Sylvia Packman. L'enfant unique est issu de la petite bourgeoisie juive, il obtient une bourse d'études à la Latymer Upper School privée, dans l'ouest de Londres, et va au Queens' College, à Cambridge, en 1976, où il obtient une première maîtrise en histoire. 
Par la suite, il obtient une maîtrise en histoire juive à l'Université de Columbia, New York, en collaboration avec le spécialiste du judaïsme Arthur Hertzberg, a marqué le reste de sa carrière. Son doctorat au St Antony's College, Oxford en main, il s'est penché sur certains aspects de l'histoire de la communauté anglo-juive de l'entre-deux-guerres.
Avant de commencer ses études à Cambridge, Cesarani passe une année sabbatique en Israël, où il travaille dans un kibboutz. Son engagement dans le sionisme devait s'accompagner de doutes tenaces nés de cette période, où il observe que les arabes locaux ne sont pas respectés. Il se souvient du choc qu'il a ressenti en découvrant que les kibboutzniks n'avaient rien dit sur l'histoire des champs où il travaillait, près de Qaqun : « On nous disait toujours que le tas de décombres au sommet de la colline était un château des Croisés. Ce n'est que beaucoup plus tard que j'ai découvert qu'il s'agissait d'un village arabe qui avait été ruiné pendant la guerre des Six Jours »,,,,.

## Carrière universitaire
Cesarani occupe des postes à l'Université de Leeds, à l'Université Queen Mary de Londres et à la Wiener Library de Londres, où il est directeur pendant deux périodes dans les années 1990. Il est professeur d'histoire juive moderne à l'Université de Southampton de 2000 à 2004, et professeur de recherche en histoire à Royal Holloway, de 2004 jusqu'à sa mort, où il a contribué à la création et à la direction du Centre de recherche et d'éducation sur l'Holocauste.

## Décès
David Cesarani est mort le 25 octobre 2015, après avoir été opéré le mois précédent pour retirer une tumeur cancéreuse de la colonne vertébrale. Le cancer avait été diagnostiqué chez lui en juillet 2015. Il a passé la semaine précédant son opération à vérifier les notes de bas de page de son dernier livre à l'Institut de recherche historique de Londres, et écrivait encore dix jours avant sa mort. Il avait achevé deux ouvrages dont la publication était prévue pour 2016 : La solution finale : Le destin des Juifs 1933-1949 et Disraeli : le roman politique.

### En tant qu'auteur
- Justice Delayed: How Britain Became a Refuge for Nazi War Criminals, Heinemann, 1992. Réédité chez Phoenix Press, 2001  (ISBN 1-84212-126-X).
- The Jewish Chronicle and Anglo-Jewry 1841–1991, Cambridge University Press, 1994  (ISBN 0-521-43434-3).
- Arthur Koestler: The Homeless Mind, Heinemann, 1998. Réédité chez The Free Press  (ISBN 0-684-86720-6).
- Eichmann: His Life and Crimes (publié aux USA sous le titre Becoming Eichmann: Rethinking the Life, Crimes, and Trial of a "Desk Murderer"), Da Capo Press, 2006  (ISBN 0-306-81476-5).
- Major Farran's Hat: The Untold Story of the Struggle to Establish the Jewish State, Da Capo Press, 2009  (ISBN 978-0-306-81845-5).
- Final Solution: The Fate of the Jews 1933–1949, Macmillan, 2016  (ISBN 978-0-230-75456-0).
- Disraeli: The Novel Politician, Jewish Lives, Yale University Press, 2016  (ISBN 978-0-300-13751-4).

### En tant qu'éditeur
- Port Jews, 2002
- The Making of Modern Anglo-Jewry, 1990
- The Final Solution: Origins and Implementation, 1994
- Genocide and Rescue: The Holocaust in Hungary, 1944, 1997
- Port Jews: Jewish Communities in Cosmopolitan Maritime Trading Centuries, 1550–1950, 2002
- "Bystanders" to the Holocaust: A Re-evaluation, 2002
- Citizenship, Nationality and Migration in Europe (avec Mary Fulbrook, 2003, première édition en 1996)
- Holocaust. Critical Concepts in Historical Studies, 6 volumes, 2004.